# Rombies-et-Marchipont
Rombies-et-Marchipont település Franciaországban, Nord megyében. Lakosainak száma 745 fő (2022. január 1.). Rombies-et-Marchipont Quarouble, Sebourg, Estreux, Onnaing, Quiévrechain és Honnelles községekkel határos.

## Népesség
A település népessége az elmúlt években az alábbi módon változott:
| Lakosok száma | 775  | 765  | 764  | 760  | 760  | 760  | 755  | 750  | 745  |
|               | 2013 | 2015 | 2016 | 2017 | 2018 | 2019 | 2020 | 2021 | 2022 |